# Scrimă la Universiada de vară din 1981
Probele de scrimă la Universiada de vară din 1981 s-au desfășurat în perioada 20 iulie - 29 iulie 1981 în București, România. Toate probele au avut loc la Sala de Atletism „23 August”.

## Rezultate

### Masculin
| Probă             | Aur                                                                                              | Argint                                                                                | Bronz                                                                                          |
| Floretă           | Vladimir Smirnov (URS)                                                                           | Petru Kuki (ROU)                                                                      | Federico Cervi (ITA)                                                                           |
| Floretă pe echipe | Italia Andrea Borella Federico Cervi Andrea Cipressa Mauro Numa Angelo Scuri                     | Uniunea Sovietică Vladimer Apțiauri Aleksandr Romankov Vladimir Smirnov Boris Fomenko | Cuba Guillermo Betancourt Tulio Díaz Efigenio Favier Heriberto González Pedro Hernández        |
| Spadă             | Björne Väggö (SWE)                                                                               | Olivier Lenglet (FRA)                                                                 | Ernő Kolczonay (HUN)                                                                           |
| Spadă pe echipe   | România · Liviu Angelescu · Mihai Popa · Ioan Popa · Rudolf Szabo · Octavian Zidaru              | Elveția Alex Bezinge Olivier Carrard André Kuhn Gabriel Nigon Cedric Vuille           | Franța Frédéric Aubret Olivier Lenglet Michel Salesse Stéphane Verbrackel                      |
| Sabie             | Giovanni Scalzo (ITA)                                                                            | Andrei Alșan (URS)                                                                    | Vasil Etropolski (BUL)                                                                         |
| Sabie pe echipe   | Italia Angelo Arcidiacono Gianfranco Dalla Barba Ferdinando Meglio Giovanni Scalzo Luca Scamarda | Uniunea Sovietică Andrei Alșan Serghei Koreajkin                                      | România · Ioan Pop · Marin Mustață · Alexandru Chiculiță · Ion Pantelimonescu · Corneliu Marin |

### Feminin
| Probă             | Aur | Argint                                                                              | Bronz                                                                                     |
| Floretă           | Ana Dimitrenko (URS)                                                                                    | Aurora Dan (ROU)                                                                    | Flora Cialdaeeva (URS)                                                                    |
| Floretă pe echipe | România · Elisabeta Tufan-Guzganu · Viorica Țurcanu · Aurora Dan · Marcela Moldovan · Csilla Ruparcsics | Uniunea Sovietică Flora Cialdaeeva Anna Dimitrenko Marina Soboleva Larisa Țagaraeva | Ungaria · Katalin Győrffy · Edit Kovács · Ilona Nyúl · Gertrúd Stefanek · Katalin Tuschák |

## Clasament pe medalii
| Loc   | Țară              | Aur | Argint | Bronz | Total |
| ----- | ----------------- | --- | ------ | ----- | ----- |
| 1     | Italia            | 3   |        | 1     | 4     |
| 2     | Uniunea Sovietică | 2   | 4      | 1     | 7     |
| 3     | România           | 2   | 2      | 1     | 5     |
| 4     | Suedia            | 1   |        |       | 1     |
| 5     | Franța            |     | 1      | 1     | 2     |
| 6     | Elveția           |     | 1      |       | 1     |
| 7     | Ungaria           |     |        | 2     | 2     |
| 8     | Bulgaria          |     |        | 1     | 1     |
| 8     | Cuba              |     |        | 1     | 1     |
| Total | Total             | 8   | 8      | 8     | 24    |